# 1996年夏季残疾人奥林匹克运动会韩国代表团
1996年夏季残疾人奥林匹克运动会韩国代表团是韩国派出的1996年夏季残疾人奥林匹克运动会代表团。获得13枚金牌、2枚银牌和15枚铜牌。